# Istituto Max Planck per la biologia cellulare e la genetica
L'Istituto Max Planck per la biologia cellulare e la genetica, ovvero il "Max Planck Institute of Molecular Cell Biology and Genetics (MPI-CBG)" è un istituto di ricerca biologica situato a Dresda in Germania, fondato nel 1998 ed inaugurato ufficialmente nel 2000.
Esso è composto da 24 gruppi di ricerca che lavorano nei campi della biologia molecolare, biologia cellulare e biologia dello sviluppo.